# 長野県立中野西高等学校
もしかして
- 長野県中野西高等学校

ではありませんか？